# Danthonia decumbens

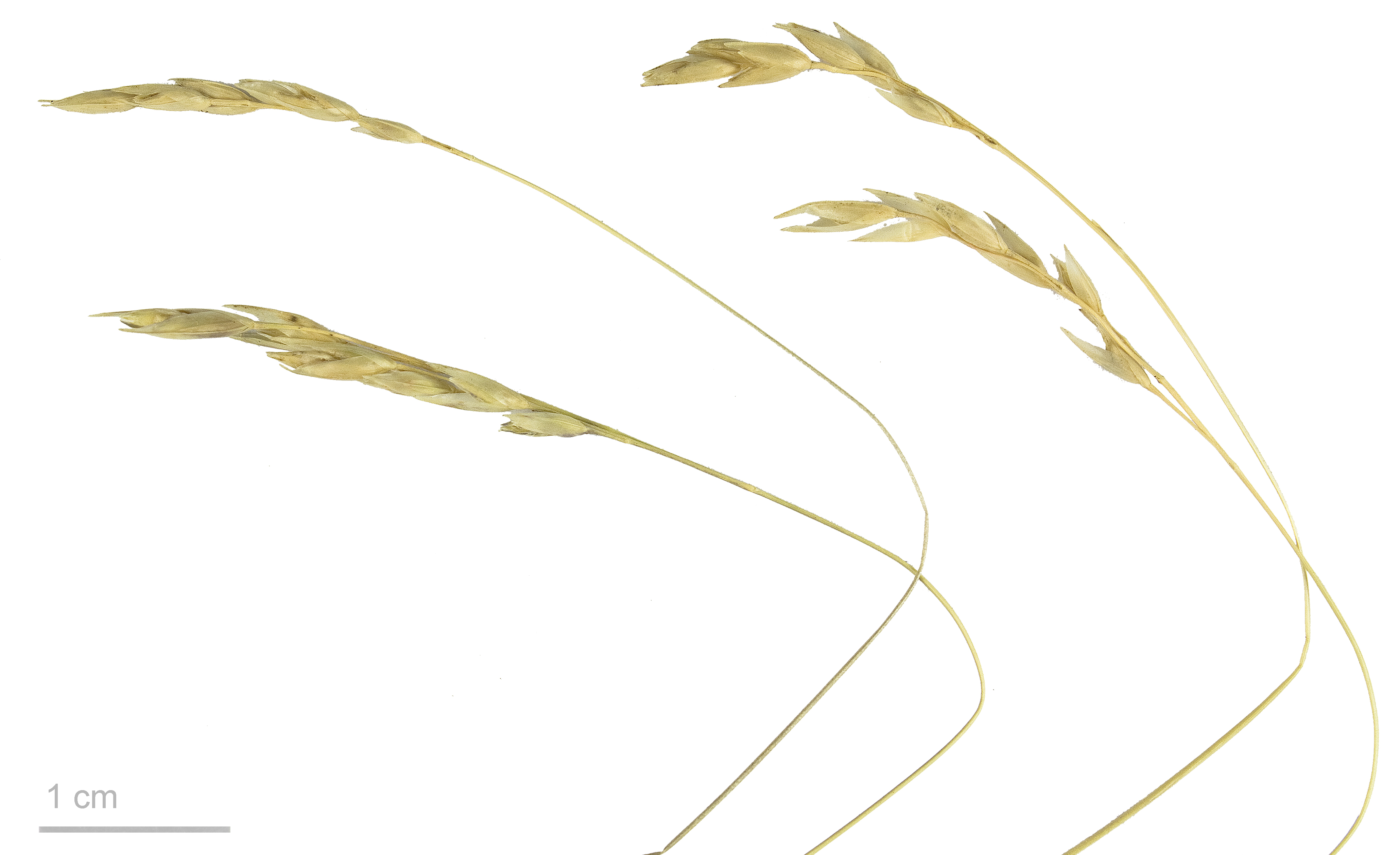
Danthonia decumbens

Danthonia decumbens là một loài thực vật có hoa trong họ Hòa thảo. Loài này được (L.) DC. mô tả khoa học đầu tiên năm 1805.

## Hình ảnh

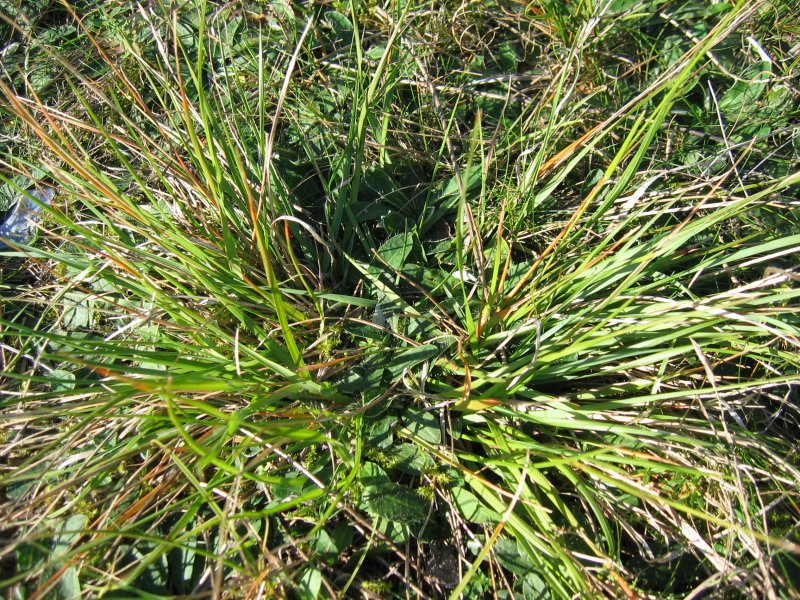
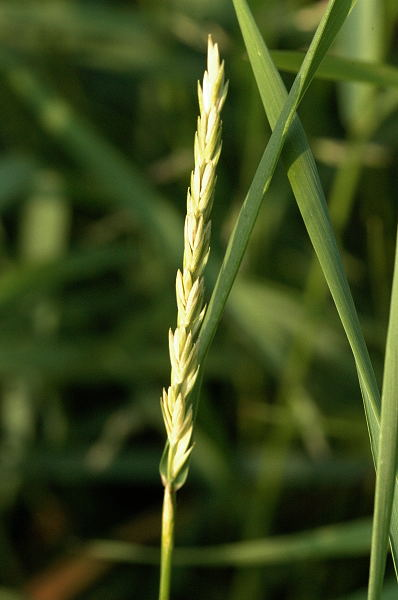
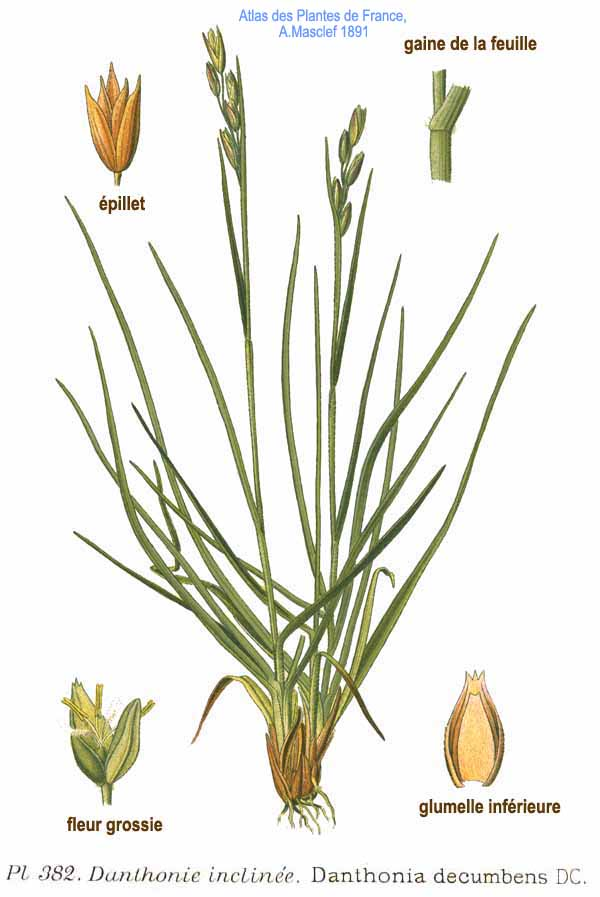
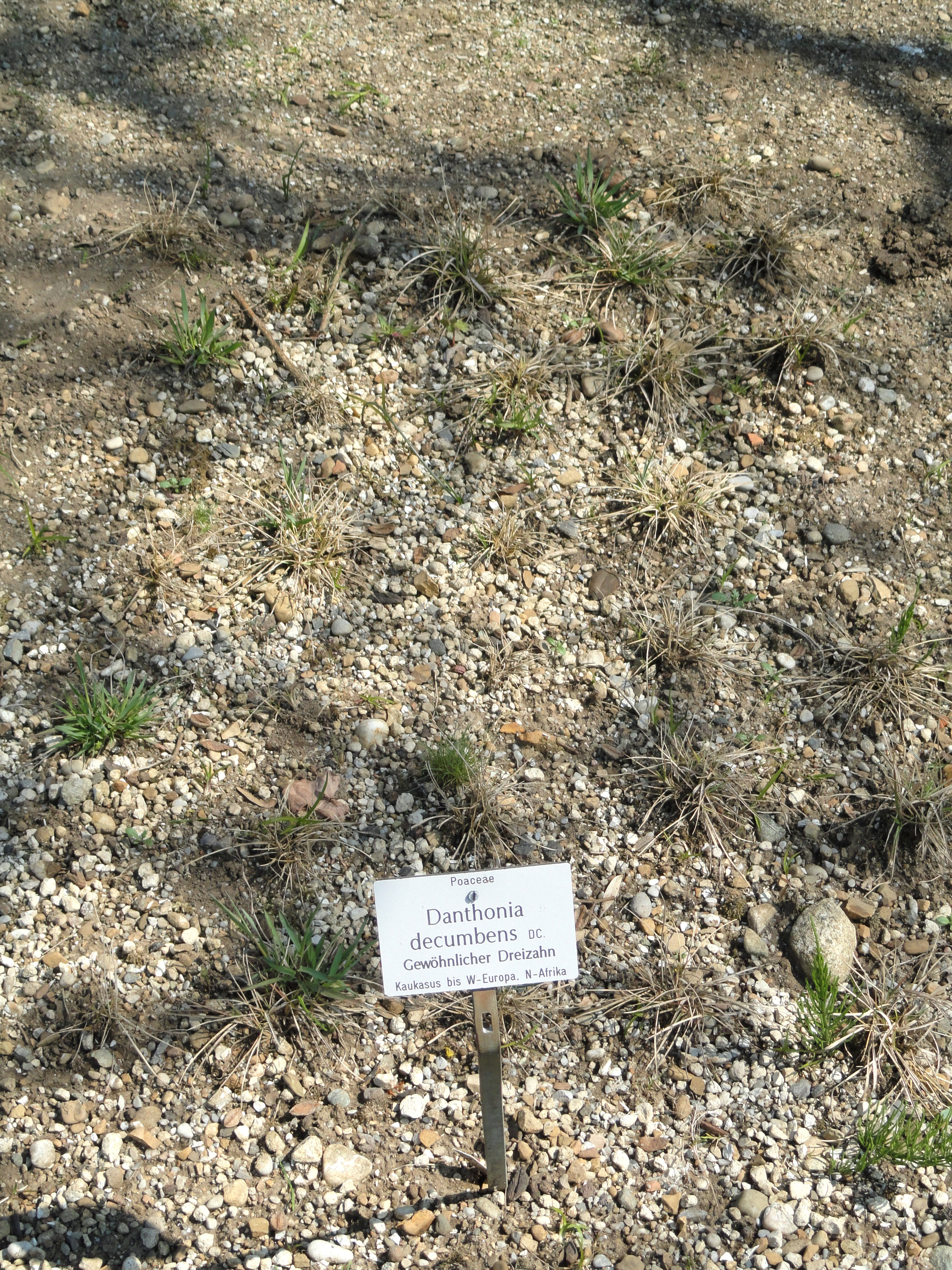